# 辰巳晃一
辰巳 晃一（たつみ　こういち、1964年10月5日 - ）は、車いすバスケットボール選手、1996アトランタパラリンピック車いすマラソン日本代表選手。愛知県出身。

## 経歴

### 車いすバスケットボール
1985年に名古屋市で創部された車椅子バスケットの強豪チーム「ワールドバスケットボールクラブ WORLD BBC」の創部当時からのメンバー。ポジションはフォワード。1999〜2002年にかけて、内閣総理大臣杯争奪日本車椅子バスケットボール選手権大会4連覇を果たした。また、2001年には内閣総理大臣杯争奪日本車椅子バスケットボール選手権大会ベスト5に選出された。

### 車いすマラソン
1990年から大分国際車いすマラソン大会に出場。名古屋金鯱レーシングチームのエースとして、1992〜1999年シーズンの日本人トップ3として車いすマラソン界を牽引した。1996年、アトランタパラリンピック（車いすマラソン）9位、同年東京シティハーフマラソン優勝。現在は、競技スポーツ第1線を退き、市民ランナーとして走り続けている。

#### 主な記録
- 1992年　大分国際　1時間43分32秒　（日本人3位）
- 1994年　大分国際　1時間43分11秒　（日本人5位）
- 1995年　大分国際　1時間30分55秒　（日本人2位）
- 1996年　大分国際　1時間35分08秒　（日本人3位）
- 1997年　大分国際　1時間32分26秒　（日本人3位）
- 1999年　大分国際　1時間32分41秒　（日本人4位）

#### 1995大分国際
- 1位　1時間22分38秒　ハインツ・フライ（スイス）
2位　1時間30分51秒　ジョージス　ヴァンダミー（ベルギー）
3位　1時間30分54秒　室塚一也（北海道）
4位　1時間30分54秒　アンドレ　ヴィジェ（カナダ）
5位　1時間30分55秒　辰巳晃一（愛知県）

2位集団が競技場に入った時にはダンゴ状態であり、辰巳にも表彰台のチャンスがあった。最終コーナーを回って外側に抜け、まさにラストスパートを掛けようとしたとき、前方4レーン付近を走っていたハーフマラソンの選手に気付いた。一度減速しコースを変え、あきらめずにスパートを掛けたものの、室塚とヴィジェにわずか体１つ及ばなかった。しかし1時間30分55秒のタイムは、前年の大分国際の優勝タイム（当時大会最高記録）と1秒違いであり、また当時の日本記録1時間39分09秒（室塚一也/'94大分国際）を8分も縮めるものであった。表彰台は逃したとはいえ、堂々とした日本人2位であり、彼がアマチュアランナーとしてトップクラスの実力を持つことを強く印象づけた。なお、翌1996年の大分国際では、参加409名を代表して選手宣誓を行っている。

### 電動車いすサッカー
1989年名古屋に日本で2番目のチームを発足させ、1995年「第1回電動車椅子サッカー全国大会 in 名古屋」の開催に尽力。現在は、日本電動車いすサッカー協会の終身名誉顧問を務める。